# Mistrzostwa Polski w Biathlonie 1974
8. Mistrzostwa Polski w biathlonie odbyły się w 1974 w Zakopanem jako Międzynarodowe Mistrzostwa Polski. Rozegrano trzy konkurencje, bieg indywidualny mężczyzn na dystansie 20 kilometrów, sztafetę 4 x 7,5 km i po raz pierwszy bieg sprinterski na dystansie 10 kilometrów.

## Terminarz i medaliści
| Data | Konkurencja                | Złoto                                                                | Srebro                         | Brąz                           |
| 1974 | Bieg indywidualny mężczyzn | Jan Szpunar WKS Zakopane                                             | Andreas Galli Szwajcaria       | Manfred Beer NRD               |
| 1974 | Bieg sprinterski mężczyzn  | Andrzej Rapacz WKS Legia Zakopane                                    | Jan Szpunar WKS Legia Zakopane | Jan Murdzek WKS Legia Zakopane |
| 1974 | Bieg sztafetowy mężczyzn   | WKS Zakopane Jan Murdzek Jan Szpunar Wojciech Truchan Andrzej Rapacz | NRD                            | Czechosłowacja                 |